# James Hope, 1. Baron Rankeillour

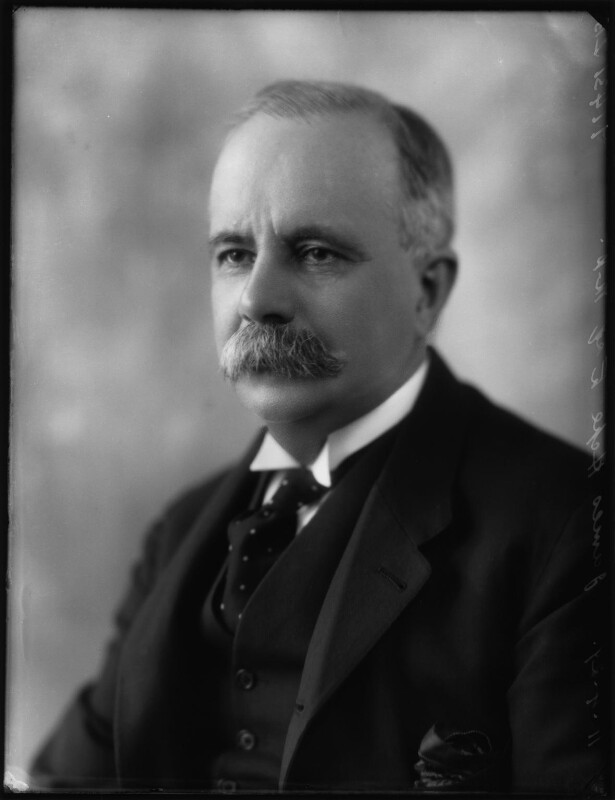
James Hope, 1. Baron Rankeillour

James Fitzalan Hope, 1. Baron Rankeillour, PC (* 11. Dezember 1870 in London; † 14. Februar 1949 im St Mary’s Hospital, Paddington, London) war ein britischer Politiker der Conservative Party. Er war von 1900 bis 1906 sowie erneut von 1908 bis 1929 Abgeordneter des Unterhauses (House of Commons) und fungierte zwischen 1921 und 1929 mit einer kurzen Unterbrechung als stellvertretender Sprecher des Unterhauses (Deputy Speaker). 1932 wurde er zum erblichen Peer erhoben und gehörte dadurch bis zu seinem Tod dem Oberhaus (House of Lords) an.

## Leben

### Familiäre Herkunft und erfolglose Unterhauskandidaturen

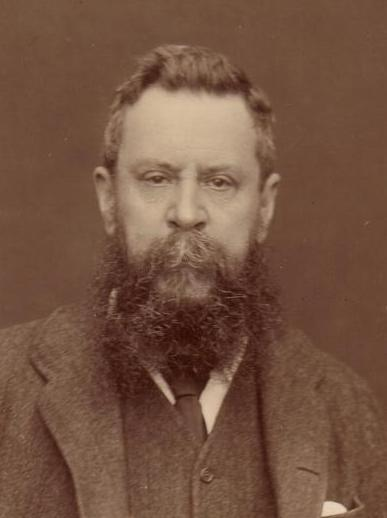
James Hope war zwischen 1895 und 1900 Privatsekretär seines Onkels, des Postministers Henry Fitzalan-Howard, 15. Duke of Norfolk.

James Fitzalan Hope war das jüngste Kind des Barrister James Robert Hope-Scott, QC (1812–1873) aus dessen zweite Ehe mit Lady Victoria Alexandrina Fitzalan-Howard (1840–1870), die neun Tage nach seiner Geburt starb. Sein Großvater väterlicherseits war der Unterhausabgeordnete und General Sir Alexander Hope, während sein Großvater mütterlicherseits der Unterhausabgeordnete Henry Fitzalan-Howard, 14. Duke of Norfolk war. Seine älteste Halbschwester Mary Monica Hope-Scott (1852–1920) aus der ersten Ehe seines Vaters mit Charlotte Harriet Jane Lockhart war die Ehefrau von Joseph Constable-Maxwell-Scott, der Friedensrichter und Deputy Lieutenant von Roxburghshire war, während sein älterer Halbbruder Walter Michael Hope-Scott aus dieser ersten Ehe 1858 bereits im Alter von einem Jahr verstarb. Seine älteste Schwester Minna Margaret Hope-Scott war die Ehefrau des Diplomaten Sir Nicholas O’Conor (1843–1908), der zwischen 1895 und 1898 Botschafter im Russischen Kaiserreich sowie im Anschluss von 1898 bis 1908 Botschafter im Osmanischen Reich war. Seine ältere Schwester Catherine Mary Hope-Scott und sein älterer Bruder Philip James Hope-Scott verstarben bei ihrer Geburt, während seine Schwester Josephine Mary Hope-Scott mit Wilfrid Ward verheiratet und seine Schwester Theresa Anne Hope-Scott eine Nonne war.
Nachdem Hope 1873 Vollwaise wurde, wuchsen er und seine noch lebenden Geschwister bei seiner Großmutter Augusta Mary Mina Catherine Lyons, der Witwe des 14. Duke of Norfolk, zunächst in Arundel Castle auf. Ihr Sohn, Henry Fitzalan-Howard, 15. Duke of Norfolk, kaufte ihr nach seiner Heirat das von Coventry Patmore angelegte Anwesen Heron’s Ghyll in Uckfield. Dort wuchsen die Kinder auf, die später den ursprünglichen Namen ihres Vaters Hope annahmen. Hope hing so sehr an Heron’s Ghyll, dass er nach dem Tod seiner Großmutter 1886 seinen Onkel überredete, das Anwesen zu behalten, damit er es kaufen konnte, wenn er volljährig war. Er wurde an der Oratory School in Birmingham ausgebildet und begann 1889 ein Studium am Christ Church der University of Oxford, aber seine Krankheit hinderte ihn daran, sein Studium abzuschließen. Anschließend diente er einige Jahre lang als stellvertretender ehrenamtlicher Sekretär im Zentralbüro der konservativen Tories. Bei der Unterhauswahl vom 4. Juli bis zum 26. Juli 1892 kandidierte er für die Conservative Party im Wahlkreis Elland sowie bei der Unterhauswahl vom 13. Juli bis 7. August 1895 im Wahlkreis Pontefract jeweils ohne Erfolg für ein Mandat im Unterhaus (House of Commons). Im Anschluss war arbeitete er von 1895 bis 1900 als Privatsekretär seines Onkels Henry Fitzalan-Howard, 15. Duke of Norfolk, der in dieser Zeit Postmaster-General (Postminister) war.

### Unterhausabgeordneter und Juniorminister

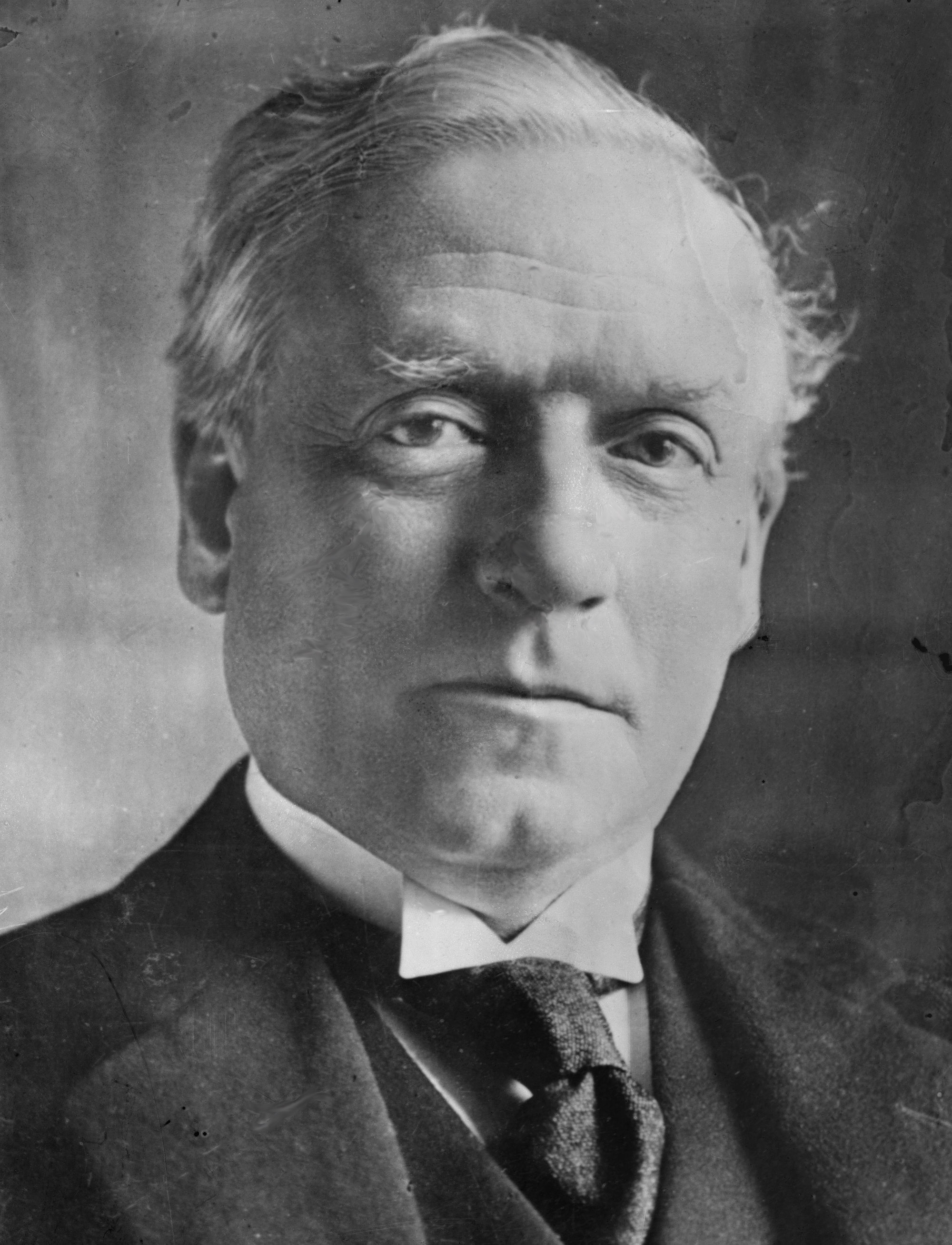
In der zweiten Regierung von Premierministers Herbert Henry Asquith übernahm Hope 1915 seinen ersten Posten als Juniorminister.

Bei der Unterhauswahl vom 23. September bis 24. Oktober 1900 wurde James Hope im Wahlkreis Sheffield Brightside erstmals zum Abgeordneten in das Unterhaus gewählt und gehörte diesem bis zu seiner Niederlage bei dem politischen Erdrutsch bei der Unterhauswahl vom 12. Januar bis 10. Februar 1906 an. Er war im Kabinett Salisbury III und im Kabinett Balfour zwischen 1901 und 1904 Parlamentarischer Privatsekretär von Handelsminister (President of the Board of Trade) Gerald Balfour beziehungsweise von 1904 bis 1905 von Kolonialminister (Colonial Secretary) Alfred Lyttelton. Nach dem Tod des bisherigen Abgeordneten Howard Vincent am 7. April 1908 wurde er bei einer dadurch notwendigen Nachwahl (By-election) im Wahlkreis Sheffield Central ohne Gegenkandidaten wieder zum Abgeordneten des Unterhauses gewählt und gehörte diesem nach seinen Wiederwahlen bei den Unterhauswahlen vom 15. Januar bis 10. Februar 1910, vom 3. bis 19. Dezember 1910, am 14. Dezember 1918, am 15. November 1922, am 6. Dezember 1923, am 29. Oktober 1924 bis zur Unterhauswahl am 30. Mai 1929 an.
Bei der Bildung der Koalitionsregierung, der zweiten Regierung Asquith, am 25. Mai 1915 wurde er Schatzmeister des Königlichen Haushalts (Treasurer of the Royal Household) und fungierte bis zum 5. Dezember 1916 zugleich als Parlamentarischer Geschäftsführer (Government Whip) der konservativen Regierungsfraktion im Unterhaus. In der darauf folgenden Regierung Lloyd George war er anfangs vom 5. Dezember 1916 bis 27. Januar 1919 Lord im Schatzamt (Lord of the Treasury) sowie im Anschluss vom 27. Januar 1919 bis zur Abschaffung des Postens am 31. März 1921 Parlamentarischer und Finanzstaatssekretär im Munitionsministerium	(Parliamentary and Financial Secretary to the Ministry of Munitions). Es wurde über ihn angemerkt, dass er während „seiner Karriere im Parlament selten an Debatten teilnahm“ (‚his career in Parliament he rarely took part in debates‘) und alle weiteren politischen Bestrebungen, die er möglicherweise hatte, wurden 1921 beiseite geschoben.

### Stellvertretender Unterhaussprecher und Vorsitzender der „Mittel und Wege“

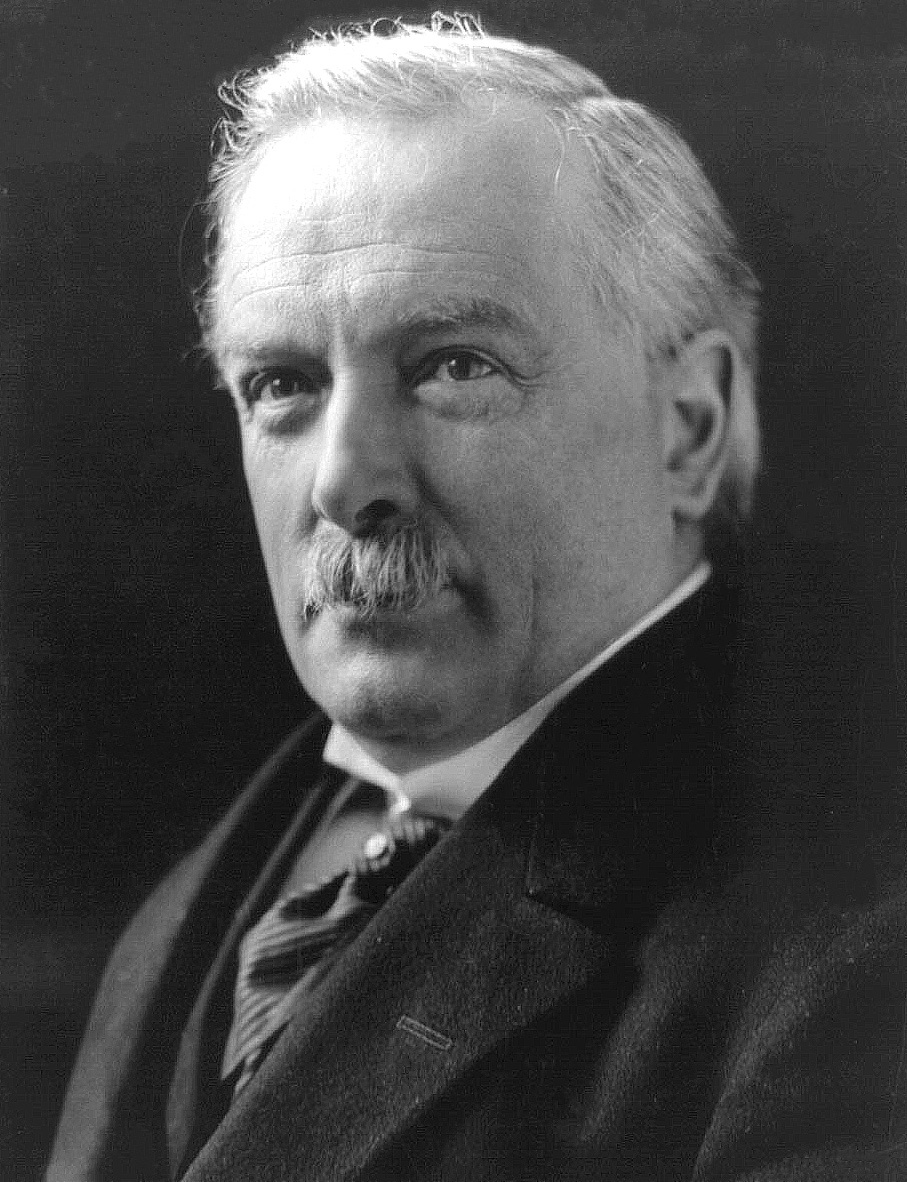
Auf Wunsch des Premierministers David Lloyd George übernahm Hope im April 1921 von John Henry Whitley die Posten als stellvertretender Sprecher des Unterhauses (Deputy Speaker) sowie des Vorsitzenden der Mittel und Wege (Chairman of Ways and Means).

Auf Wunsch des Premierministers David Lloyd George übernahm Hope im April 1921 von John Henry Whitley die Posten als stellvertretender Sprecher des Unterhauses (Deputy Speaker) sowie des Vorsitzenden der Mittel und Wege (Chairman of Ways and Means) und blieb in diesem Amt bis Januar 1924, woraufhin Robert Young von der Labour Party seine Nachfolge antrat. Am 6. Februar 1922 wurde er zum Mitglied des Geheimen Kronrates (Privy Council) ernannt.
Als Nachfolger von Robert Young wurde Hope im November 1924 abermals stellvertretender Sprecher des Unterhauses sowie Vorsitzender der Mittel und Wege und hatte diese Funktionen bis zu seiner abermaligen Ablösung durch Robert Young im Juni 1929 inne. Seine diesmalige Amtszeit als stellvertretender Sprecher war besonders geprägt von Auseinandersetzungen mit der Labour Party, insbesondere der von James Maxton geführten. Im März 1925 suspendierte er das Labour-Mitglied David Kirkwood in einer Weise, die selbst von seinen konservativen Kollegen als „unnötig scharf“ (‚unnecessarily sharp‘) angesehen wurde. Es herrschte weiterhin eine Atmosphäre des Antagonismus zwischen Hope und der Labour Party, und 1926 reichten mehrere Labour-Mitglieder einen Misstrauensantrag gegen ihn ein, weil er „die hohen Traditionen des Vorsitzenden der Unparteilichkeit“ (‚the high traditions of the Chair for impartiality‘) nicht aufrechterhalten habe. Diesem Schritt mussten die Konservativen mit einem eigenen Vertrauensantrag begegnen. Einige Labour-Mitglieder begannen auch, eine kleine öffentliche Kampagne gegen Hope zu führen. Das parteiische Klima, das mit Hope auf dem Vorsitz herrschte, führte innerhalb seiner eigenen Partei zu Bestrebungen, ihn von seinem Posten zu entfernen. Robert Sanders schrieb, dass er selbst 1924 und 1925 mit der Möglichkeit angesprochen wurde, dass er übernehmen sollte, falls Hope zurücktreten müsste.
Am 20. Juni 1928 trat J. H. Whitley von seiner Position als Unterhaussprecher zurück, und normalerweise wäre von Hope erwartet worden, dass er mit wenig Widerstand in die Position eintreten würde. Aber er lehnte ab. Er widersprach schnell der Andeutung, dass er dies getan habe, weil er „bei der Opposition in Ungnade gefallen sei und daher wahrscheinlich nicht einstimmig gewählt werde“ (‚out of favour with the opposition and, therefore, was unlikely to be elected unanimously‘), und erklärte stattdessen, dass seine Entscheidung sei „basierend auf der rein persönlichen Begründung, dass ich durch genaue Beobachtung und Zweituntersuchung die stärkste Abneigung gegen das damit verbundene Leben entwickelt hatte“ („based upon the purely personal ground that from close observation and understudy I had conceived the strongest repugnance for the life involved“). Er fungierte weiterhin als Vorsitzender des Wege-und-Mittel-Ausschusses bis zu den Unterhauswahlen vom 30. Mai 1929. Bei dieser Wahl verzichtete er zwar auf eine erneute Kandidatur in seinem bisherigen Wahlkreis Sheffield Central, sondern kandidierte stattdessen im Wahlkreis Walthamstow East und erlitt dort eine Niederlage gegen Harry Wallace von der Labour Party.

### Oberhausmitglied, Ehe und Nachkommen
Hope wurde am 28. Juni 1932 als Baron Rankeillour, of Buxted in the County of Sussex, in den erblichen Adelsstand der Peerage of the United Kingdom erhoben und war dadurch bis zu seinem Tod am 14. Februar 1949 Mitglied des Oberhauses (House of Lords). Er war Mitglied des gemeinsamen Sonderausschusses des Parlaments für Indien (Joint Select Committee on India) und gehörte mit James Gascoyne-Cecil, 4. Marquess of Salisbury und anderen zu den eingefleischten Gegnern von Schritten zur indischen Selbstverwaltung. Während der Verabschiedung des Gesetzentwurfs der Regierung für Britisch-Indien (Government of India Bill) im Jahr 1935 beteiligte er sich aktiv an der Vorlage von Änderungsanträgen. Er leistete im Allgemeinen einen regelmäßigen Beitrag zu den Debatten des House of Lords.
Außerhalb seines politischen Lebens war Hope ein prominenter Laie in der römisch-katholischen Kirche mit einer Mitgliedschaft in verschiedenen katholischen Vereinigungen. Die katholische Sache nahm er auch in seinen Beiträgen zu Debatten im Oberhaus auf, insbesondere in Bezug auf das Bildungsgesetz (Education Bill) von 1944. Er war ein begeisterter Klassizist, zitierte oft aus Horaz und Juvenal und las bis an sein Lebensende die Briefe und Evangelien in griechischer Sprache. Er soll ein erstaunliches Gedächtnis gehabt haben und ganze Sätze aus Büchern zitieren können, die er jahrelang nicht gelesen hatte. Er war auch ein Mann, der zu wenig Gefühlen neigte und in vielerlei Hinsicht eine einsame Figur war.
James Hope war zwei Mal verheiratet. Aus seiner ersten Ehe am 15. November 1892 mit Mabel Ellen Riddell († 1938) geschlossenen Ehe gingen drei Söhne und eine Tochter hervor. Sein ältester Sohn Arthur Oswald James Hope (1897–1958), war ebenfalls Unterhausabgeordneter, Juniorminister sowie zwischen 1940 und 1946 Gouverneur der Präsidentschaft Madras und erbte bei seinem Tod 1949 den Titel als 2. Baron Rankeillour. Sein zweitältester Sohn Henry John Hope (1899–1967), war Oberstleutnant der Scots Guards und Barrister und erbte nach dem Tod seines älteren Bruders 1958 den Titel als 3. Baron Rankeillour, da dieser nur weibliche Nachkommen hinterlassen hatte. Seine einzige Tochter Joan Mary Hope (1900–1974) verstarb unverheiratet., während sein jüngster Sohn Richard Frederick Hope (1901–1964) Beamter im Ministerium für Commonwealth-Beziehungen war. Nach dem Tod seiner ersten Frau 1938 heiratete James Hope, 1. Baron Rankeillour, am 15. September 1941 in zweiter Ehe Lady Beatrice Minny Ponsonby Kerr-Clark († 1966), Tochter von Ponsonby Moore, 9. Earl of Drogheda. Sie hatten keine Kinder. Er starb am 14. Februar 1949 und wurde am 17. Februar in Heron’s Ghyll beigesetzt.